# کافه کمال اژدری
کافه کمال اژدری، روستایی از توابع بخش مرکزی شهرستان بهشهر در استان مازندران ایران است.

## جمعیت
این روستا در دهستان میان کاله قرار دارد و براساس سرشماری مرکز آمار ایران در سال ۱۳۸۵، جمعیت آن زیر سه خانوار بوده‌است.